# Fastskin
Fastskin er navnet på Speedos "svømme-dragt". Disse dragter får man i flere forskellige udgaver. Både som heldragter hvor de ud til hænderne og ned til anklerne. Eller hvor de kun går til knæene og skuldrene. Fastskins er en meget vigtig ting for konkurrence-svømmeren. Fastskins er en "dragt" lavet til konkurrence-svømmere, dens primære opgave er at afvise vandet, og derved få svømmeren til at bevæge sig hurtigere. Op gennem de sidste par år har fastskin spillet en større og større rolle i svømmesporten. I dag er de typisk lavet af stoffet ((lycra)).